# Clásico tucumano
El Clásico Tucumano es el partido del fútbol argentino que enfrenta a los dos clubes más importantes de la provincia de Tucumán en la República Argentina: Atlético y San Martín. Además, es considerado el clásico más importante del norte del país por la convocatoria y por la trascendencia que tiene en la región.

## Tabla comparativa entre los equipos
*Actualizado hasta Julio de 2025.
| Clásico Tucumano                                                 | Atlético Tucumán                               | San Martín (T)                                               |
| ---------------------------------------------------------------- | ---------------------------------------------- | ------------------------------------------------------------ |
| Fecha de fundación                                               | 27 de septiembre de 1902                       | 2 de noviembre de 1909                                       |
| Apodo                                                            | El Decano / El Deca                            | El Santo / El Ciruja                                         |
| Estadio (Capacidad)                                              | Monumental José Fierro (35.200 espectadores)   | La Ciudadela (30.500 espectadores)                           |
| Historial de clásicos oficiales                                  | 101                                            | 95                                                           |
| Historial de clásicos amistosos                                  | 21                                             | '''24                                                        |
| Títulos de Primera división                                      | 1 (Campeón de Campeones de la República 1960)  | 1 (Copa de la República 1944)                                |
| Títulos de Segunda división                                      | 2 (B Nacional 08/09 y B Nacional 2015)         | 1 (B Nacional 07/08)                                         |
| Títulos de Tercera división                                      | 2 (Zonal Noroeste 1987 y Argentino A 07/08)    | 2 (Zonal Noroeste 1988 y Federal A 2016)                     |
| Títulos de Cuarta división                                       | No participó                                   | 1 (Argentino B 04/05)                                        |
| Títulos totales (Locales y Nacionales)                           | 76                                             | 73                                                           |
| Clasificaciones al Nacional a través del Torneo Regional         | 2 de 3                                         | 3 de 5 + una invitación (1973)                               |
| Clasificación en la Tabla histórica de primera                   | 35° puesto (509 puntos, en 419 PJ)             | 47° puesto (335 puntos, en 380 PJ)                           |
| Mejor ubicación en Primera división                              | 3° puesto en el Nacional 1979.                 | 8° (Cuartos de final) en el Nacional 1982 y el Nacional 1985 |
| Participaciones en el Torneo Nacional (1967-1986)                | 9                                              | 16                                                           |
| Participaciones en torneos regulares de Primera división (1986-) | 11                                             | 4                                                            |
| Participaciones totales en Primera División                      | 20                                             | 20                                                           |
| Participaciones en torneos internacionales de CONMEBOL           | 5 (3 en Copa Libertadores y 2 en Sudamericana) | 0                                                            |
| Ascensos a 1°/ Descensos desde 1°                                | 2 / 1                                          | 4 / 4                                                        |
| Descensos totales                                                | 2                                              | 8                                                            |
| Categoría Actual                                                 | Liga Profesional                               | Primera Nacional                                             |

## Datos de interés
- Primer clásico oficial Atlético 2 - San Martín 0. (28/05/1911).[6]
- Primera victoria de Atlético en un clásico Atlético 2 - San Martín 0. (28/05/1911).
- Primera victoria de San Martín en un clásico San Martín 2 - Atlético 1. (01/10/1916).
- Mayor goleada de Atlético : Atlético Tucumán 10 - San Martín 0. (8/06/1913).[7]
- Mayor goleada de San Martín: San Martín 9- Atlético Tucumán 3. (04/04/1948).
- Clásico N°100 San Martín 3 - Atlético 2. (08/12/1946).
- Clásico N°200 Atlético 2 - San Martín 2. (07/11/1974).
- Clásico N°250 San Martín 2 - Atlético 2. (26/04/1987).
- Máximo goleador de Atlético y del clásico tucumano: Santiago Elías Michal (Atlético Tucumán) 30 goles oficiales.
- Máximo goleador de San Martín en el clásico: Lucio Acosta (San Martín) 21 goles oficiales.

## Eliminaciones directas por torneos oficiales
Se listan las locales y nacionales de toda la historia. No se incluyen fase de grupos ni torneos en el cual una victoria de uno sobre el otro perjudico a uno en la tabla de posiciones.
1. Copa de Honor 1915: Atlético 1 - San Martín 0 (Cuartos de final). Avanza Atlético.
2. Campeonato 1916: Atlético 3 - San Martín 2 (Desempate). Gana Atlético.
3. Copa Competencia 1920: San Martín 1 - Atlético 0 (Cuartos de final). Avanza San Martín.
4. Copa de Honor 1922: Atlético 1 - San Martín 3 (Primera Ronda). Avanza San Martín.
5. Copa Competencia 1927: Atlético 3 - San Martín 0 (Semifinal). Avanza Atlético.
6. Copa Competencia 1932: Atlético 2 - San Martín 2 / Atlético 1 - San Martín 0. Avanza Atlético.
7. Copa Competencia 1933: San Martín 1 - Atlético 1 / San Martín 1 - Atlético 0. Avanza San Martín.
8. Copa de Honor 1935: San Martín 0 - Atlético 2. Gana Atlético.
9. Copa Competencia 1935: San Martín 2 - Atlético 3. Avanza Atlético.
10. Campeón Absoluto 1936: San Martín 0 - Atlético 2. Avanza Atlético.
11. Copa de Honor 1938: Atlético 3 - San Martín 2. Gana Atlético.
12. Copa de Honor 1939: Atlético GP - San Martín PP. Gana Atlético.
13. Copa Competencia 1939: San Martín 2 - Atlético 3. Gana Atlético.
14. Campeón Absoluto 1942: Atlético 4 - San Martín 1. Gana Atlético.
15. Copa Competencia 1944: Atlético 1 - San Martín 0. Gana Atlético.
16. Copa de Honor 1946: San Martín 1 - Atlético 1 / San Martín 2 - Atlético 0. Gana San Martín.
17. Copa Competencia 1946: San Martín 2 - Atlético 3. Avanza Atlético.
18. Copa de Honor 1947: San Martín 4 - Atlético 4 / San Martín 2 - Atlético 2 / San Martín 2 - Atlético 0. Gana San Martín.
19. Copa Competencia 1948: Atlético 1 - San Martín 2. Gana San Martín.
20. Copa Competencia 1950: San Martín 5 - Atlético 2. Avanza San Martín.
21. Copa Competencia 1953: San Martín 1 - Atlético 3. Gana Atlético.
22. Campeón Absoluto 1953: San Martín 2 - Atlético 4. Gana Atlético.
23. Copa de Honor 1963: Atlético 1 - San Martín 1 / Atlético 6 - San Martín 2. Gana Atlético.
24. Copa Competencia 1964: San Martín 1 - Atlético 1 / San Martín 1 - Atlético 0. Gana San Martín.
25. Campeón Absoluto 1964: Atlético 3 - San Martín 1. Gana Atlético.
26. Clausura 1967: Atlético 0 - San Martín 0. Avanza Atlético, por tiros penales (3-2).
27. Copa Competencia 1972: San Martín 4 - Atlético 3. Avanza San Martín.
28. Campeón Absoluto 1972: Atlético 4 - San Martín 1. Gana Atlético.
29. Clasificación 1986: San Martín 0 - Atlético 0 / San Martín 1 - Atlético 0. Avanza San Martín.
30. Nacional B 1991/92: Atlético 1 - San Martín 1 / San Martín 0 - Atlético 0. Avanza San Martín, por ventaja deportiva.
31. Nacional B 1993/94: Atlético 2- San Martín 2 / San Martín 1 - Atlético 1. Avanza San Martín, por ventaja deportiva.
32. Copa Argentina 2013: Atlético 3 - San Martín 1. Avanza Atlético.

Detalles
- En 32 eliminaciones directas, Atlético ganó 20 veces (1 por liga local, 18 por copas locales y 1 por copa nacional) mientras que 12 veces lo hizo San Martín (10 por copas locales y 2 por torneos reducidos por el segundo ascenso del Nacional B)
- Disputaron 14 finales oficiales y 1 desempate por el título, ganado Atlético en 11 oportunidades así proclamándose campeón del torneo sobre su rival.
- De las 32 definiciones solo 1 se definió por penales ganándola Atlético.
- En el Nacional B de 1991/92 y 1993/94 se dieron los únicos casos de que 2 se definieron por ventaja deportiva por quien terminó en mejor ubicación en la tabla de posiciones, pasando San Martín.

### Finales que definieron un título
| Temporada                                                    | Campeón                                                      | Resultado                                                    | Subcampeón                                                   | Estadio              |
| Campeonato de Primera División de la Liga Tucumana de Fútbol | Campeonato de Primera División de la Liga Tucumana de Fútbol | Campeonato de Primera División de la Liga Tucumana de Fútbol | Campeonato de Primera División de la Liga Tucumana de Fútbol |                      |
| ------------------------------------------------------------ | ------------------------------------------------------------ | ------------------------------------------------------------ | ------------------------------------------------------------ | -------------------- |
| 1916                                                         | Atlético                                                     | 1 - 0                                                        | San Martín                                                   | Gimnasio San Martín  |
| Copa de Honor de la Federación Tucumana de Fútbol            |                                                              |                                                              |                                                              |                      |
| 1935                                                         | Atlético                                                     | 2 - 0                                                        | San Martín                                                   | Bomberos F.C.        |
| 1938                                                         | Atlético                                                     | 3 - 2                                                        | San Martín                                                   | San Martín           |
| 1939                                                         | Atlético                                                     | GP - PP                                                      | San Martín                                                   | Bomberos F.C.        |
| 1946                                                         | San Martín                                                   | 1 - 1, 2 - 0                                                 | Atlético                                                     | Argentinos del Norte |
| 1947                                                         | San Martín                                                   | 4 - 4, 2 - 2, 2 - 0                                          | Atlético                                                     | Atlético             |
| 1963                                                         | Atlético                                                     | 1 - 1, 6 - 2                                                 | San Martín                                                   | Atlético             |
| Campeón Absoluto de la Federación Tucumana de Fútbol         |                                                              |                                                              |                                                              |                      |
| 1942                                                         | Atlético                                                     | 4 - 1                                                        | San Martín                                                   | Argentinos del Norte |
| 1953                                                         | Atlético                                                     | 4 - 2                                                        | San Martín                                                   | Argentinos del Norte |
| 1964                                                         | Atlético                                                     | 3 - 1                                                        | San Martín                                                   | All Boys             |
| 1972                                                         | Atlético                                                     | 4 - 1                                                        | San Martín                                                   | Atlético             |
| Copa Competencia de la Federación Tucumana de Fútbol         |                                                              |                                                              |                                                              |                      |
| 1939                                                         | Atlético                                                     | 3 - 2                                                        | San Martín                                                   | Argentinos del Norte |
| 1944                                                         | Atlético                                                     | 1 - 0                                                        | San Martín                                                   | Argentinos del Norte |
| 1948                                                         | San Martín                                                   | 2 - 1                                                        | Atlético                                                     | Atlético             |
| 1964                                                         | San Martín                                                   | 1 - 1, 1 - 0                                                 | Atlético                                                     | Atlético             |

## Comparativa de títulos
En estas tablas no se incluyen campeonatos amistosos, juveniles ni distinciones honoríficas.
|               | Regionales      | Regionales           | Provinciales    | Nacionales       | Nacionales       | Nacionales       | Nacionales   | Nacionales | Internacionales | Internacionales | Total |
| Liga Tucumana | Copas Tucumanas | Interliga Provincial | Cuarta División | Tercera División | Segunda División | Primera División | Copas de AFA | CONMEBOL   | FIFA            |                 | Total |
| ------------- | --------------- | -------------------- | --------------- | ---------------- | ---------------- | ---------------- | ------------ | ---------- | --------------- | --------------- | ----- |
| Atlético      | 31              | 36                   | 0               | 0                | 1                | 2                | 0            | 1          | 0               | 0               | 71    |
| San Martín    | 26              | 36                   | 3               | 1                | 1                | 1                | 0            | 1          | 0               | 0               | 69    |

### Títulos oficiales de Primera División
*Actualizado hasta diciembre de 2024
A lo largo de la historia, Atlético aventaja por 2 títulos a San Martín (71 a 69). No se tienen en cuenta, torneos ganados por equipos alternativos ni juveniles, desde 1987 en adelante ambos equipos dejaron de competir en Liga Tucumana (excepto San Martín en 2004). Así, en total, al día de hoy los decanos poseen 71 logros oficiales de primera, mientras que los rojiblancos cuentan con 69. A continuación se listan los torneos y la cantidad de logros oficiales de ambos equipos tucumanos:
|                                                   | Atlético | San Martín |
| Primera División del Fútbol de Tucumán            | 31       | 26         |
| ------------------------------------------------- | -------- | ---------- |
| Liga Regional de Football                         | 1        | 0          |
| Liga Tucumana de Football                         | 3        | 0          |
| Unión Tucumana de Football                        | 1        | 0          |
| Federación Tucumana de Fútbol                     | 21       | 19         |
| Liga Tucumana de Fútbol                           | 5        | 7          |
| Copas de Tucumán                                  | 36       | 36         |
| Campeonato de Honor                               | 1        | 0          |
| Copa de Honor                                     | 13       | 13         |
| Copa de Competencia                               | 8        | 7          |
| Campeón Absoluto                                  | 13       | 10         |
| Torneo Selección                                  | 1        | 0          |
| Torneo Iniciación                                 | 0        | 1          |
| Torneo Clasificación                              | 0        | 2          |
| Torneo Preparación                                | 0        | 2          |
| Torneo Petit Clasificatorio                       | 0        | 1          |
| Copas provinciales                                | 0        | 3          |
| Torneo de Inter-Ligas                             | 0        | 2          |
| Torneo Provincial                                 | 0        | 1          |
| Total títulos regionales                          | 67       | 65         |
| Campeonatos de Primera División                   | 0        | 0          |
| Torneos de Primera División                       | 0        | 0          |
| Campeonatos de Segunda División                   | 2        | 1          |
| Primera B Nacional                                | 2        | 1          |
| Campeonatos de Tercera División                   | 1        | 1          |
| Torneo Argentino A                                | 1        | 0          |
| Torneo Federal A                                  | 0        | 1          |
| Campeonatos de Cuarta División                    | 0        | 1          |
| Torneo Argentino B                                | 0        | 1          |
| Copas nacionales                                  | 1        | 0          |
| Copa de la República                              | 0        | 1          |
| Campeonato de Campeones de la República Argentina | 1        | 0          |
| Total títulos nacionales                          | 4        | 4          |
| Copas internacionales                             | 0        | 0          |
| Total títulos internacionales                     | 0        | 0          |
| Total general                                     | 71       | 69         |

No se tienen en cuenta los siguientes torneos menores, pues no entregaban título de campeón, simplemente eran clasificatorios:
- Torneos Apertura y Clausura de los Torneos Argentino A y B, ya que los boletines y estatutos de AFA y del Consejo Federal, hablan de ganadores que clasifican a la final del título por el Campeonato.

### Consagraciones por década de Primera División
En la presente tabla se listan los títulos oficiales de Primera División obtenidos por los clubes tanto a nivel regional, como nacional e internacional. De 12 décadas, 4 son favorables a San Martín y 5 a Atlético.
| Década    | Atlético | Atlético | Atlético | San Martín | San Martín | San Martín |
| Década    | Loc.     | Int.     | Total    | Loc.       | Int.       | Total      |
| --------- | -------- | -------- | -------- | ---------- | ---------- | ---------- |
| 1900-1909 | -        | -        | 0        | -          | -          | 0          |
| 1910-1919 | 5        | -        | 5        | 1          | -          | 1          |
| 1920-1929 | 5        | -        | 5        | 4          | -          | 4          |
| 1930-1939 | 13       | -        | 13       | 1          | -          | 1          |
| 1940-1949 | 7        | -        | 7        | 23         | -          | 23         |
| 1950-1959 | 18       | -        | 18       | 9          | -          | 9          |
| 1960-1969 | 11       | -        | 11       | 8          | -          | 8          |
| 1970-1979 | 7        | -        | 7        | 13         | -          | 13         |
| 1980-1989 | 2        | -        | 2        | -          | -          | 6          |
| 1990-1999 | -        | -        | 0        | -          | -          | 0          |
| 2000-2009 | 2        | -        | 2        | 3          | -          | 3          |
| 2010-2019 | 1        | -        | 1        | 1          | -          | 1          |
| 2020-2029 | -        | -        | 0        | -          | -          | 0          |

|                  | Regionales | Regionales | Provinciales | Total |
| Primera División | Copas      | Provincial |              | Total |
| ---------------- | ---------- | ---------- | ------------ | ----- |
| Atl. Tucumán     | 31         | 36         | 0            | 67    |
| San Martín       | 26         | 36         | 3            | 65    |

|                  | Nacionales | Nacionales | Internacionales | Internacionales | Total |
| Primera División | Copas      | CONMEBOL   | AFA / AUF       |                 | Total |
| ---------------- | ---------- | ---------- | --------------- | --------------- | ----- |
| Atl. Tucumán     | -          | 1          | -               | -               | 1     |
| San Martín       | -          | 1          | -               | -               | 1     |

## Historial estadístico
Para confeccionar esta tabla se toman en cuenta todos los partidos oficiales reconocidos por las Ligas Tucumanas, el Consejo Federal Argentino de AFA y la misma Asociación de Fútbol Argentino. Cuando un partido es definido por penales se otorga el resultado obtenido dentro de los 90 minutos de juego (o 120 si hubo prórroga), más allá de quien resulte ganador de la serie.
| Competición                                                     | P.J. | Ganó A | P.E. | Ganó ST | Goles A | Goles ST |
| --------------------------------------------------------------- | ---- | ------ | ---- | ------- | ------- | -------- |
| Torneos Liga Tucumana de Football (1911-1913)                   | 2    | 2      | 0    | 0       | 12      | 0        |
| Torneos Liga Tucumana de Fútbol (1915-1918)                     | 9    | 5      | 3    | 1       | 19      | 12       |
| Torneo Anual Federación Tucumana de Fútbol (1919-1976)          | 114  | 41     | 30   | 43      | 215     | 215      |
| Torneo de Honor Federación Tucumana de Fútbol (1922-1966)       | 45   | 14     | 14   | 17      | 87      | 102      |
| Torneo de Competencia Federación Tucumana de Fútbol (1920-1972) | 17   | 7      | 3    | 7       | 27      | 26       |
| Torneo de Absoluto Federación Tucumana de Fútbol (1936-1972)    | 5    | 5      | 0    | 0       | 17      | 5        |
| Torneos Extras de Federación Tucumana de Football (1966-75)     | 11   | 4      | 2    | 5       | 17      | 17       |
| Torneo Anual Liga Tucumana de Fútbol (1977-1986)                | 30   | 11     | 12   | 7       | 30      | 24       |
| Torneo Clasificación Liga Tucumana de Fútbol (1986)             | 4    | 0      | 2    | 2       | 2       | 5        |
| Total partidos locales                                          | 237  | 89     | 66   | 82      | 426     | 406      |
| Torneo del Interior (1987)                                      | 2    | 0      | 2    | 0       | 4       | 4        |
| Torneo Argentino A (2005-06)                                    | 2    | 0      | 1    | 1       | 0       | 2        |
| Total partidos regionales                                       | 4    | 0      | 3    | 1       | 4       | 6        |
| Primera División de Argentina (1973-2018)                       | 12   | 5      | 4    | 3       | 17      | 15       |
| Segunda categoría del fútbol argentino (1988-2011)              | 30   | 6      | 15   | 9       | 24      | 30       |
| Copa Argentina (2013)                                           | 1    | 1      | 0    | 0       | 3       | 1        |
| Total partidos nacionales                                       | 43   | 12     | 19   | 12      | 44      | 46       |
| Total partidos oficiales                                        | 284  | 101    | 88   | 95      | 474     | 458      |
| Amistosos (no oficiales)                                        | 60   | 23     | 16   | 21      | 93      | 84       |
| Parcial partidos no oficiales                                   | 60   | 23     | 16   | 21      | 93      | 84       |

### Todos los resultados de clásicos tucumanos oficiales en Liga Tucumana
| Fecha                | Competencia                                                             | Fecha | Estadio                   | Local      | Resultado       | Visitante  | Goles (L)                                                   | Goles (V)                                         |
| -------------------- | ----------------------------------------------------------------------- | ----- | ------------------------- | ---------- | --------------- | ---------- | ----------------------------------------------------------- | ------------------------------------------------- |
| 28 de mayo de 1911   | Campeonato de Primera División de la Liga Tucumana de Football 1911     |       | Sport Club                | Atlético   | 2-0             | San Martín | NN, NN                                                      |                                                   |
| agosto de 1911       | Campeonato de Primera División de la Liga Tucumana de Football 1911     |       |                           | San Martín | ¿?-¿?           | Atlético   |                                                             |                                                   |
| 8 de junio de 1913   | Campeonato de Primera División de la Liga Tucumana de Football 1913     |       | Sport Club                | Atlético   | 10-0            | San Martín | Jiménez (2), Kadlec, NN, NN, NN, Artaza, Molina, Caínzo, NN |                                                   |
| 1913                 | Campeonato de Primera División de la Liga Tucumana de Football 1913     |       |                           | San Martín | ¿?-¿?           | Atlético   |                                                             |                                                   |
| 20 de junio de 1915  | Campeonato de Primera División de la Liga Tucumana de Fútbol 1915       |       | Gimnasio San Martín       | Atlético   | 0-0             | San Martín |                                                             |                                                   |
| 15 de agosto de 1915 | Campeonato de Primera División de la Liga Tucumana de Fútbol 1915       |       | Gimnasio San Martín       | San Martín | 4-4             | Atlético   | Jiménez, Reynoso, Ricci, Lizárraga                          | Lavergne (x2), Graneros, Tisera                   |
| 13 de agosto de 1916 | Campeonato de Primera División de la Liga Tucumana de Fútbol 1916       |       | Gimnasio 24 de septiembre | Atlético   | 3-0             | San Martín | Ricci, Gauna, Lizárraga                                     |                                                   |
| 1 de octubre de 1916 | Campeonato de Primera División de la Liga Tucumana de Fútbol 1916       |       | Gimnasio Roque Sáenz Peña | San Martín | 2-1             | Atlético   | Lavergne, Iturre                                            | Lizárraga                                         |
| 1917                 | Campeonato de Primera División de la Liga Tucumana de Fútbol 1917       |       | Gimnasio Roque Sáenz Peña | Atlético   | 3-3             | San Martín | Carino, Lizárraga, Amorín                                   | Iturre (x2), Gómez                                |
| 1917                 | Campeonato de Primera División de la Liga Tucumana de Fútbol 1917       |       | Gimnasio 24 de septiembre | San Martín | 0-1             | Atlético   |                                                             | Lizárraga                                         |
| 1918                 | Campeonato de Primera División de la Liga Tucumana de Fútbol 1918       |       | Gimnasio 24 de septiembre | Atlético   | 3-1             | San Martín | Signorelli, Vides, Carino                                   | Rosset                                            |
| 1919                 | Campeonato de Primera División de la Federación Tucumana de Fútbol 1919 |       | Gimnasio San Martín       | San Martín | 2-0             | Atlético   | López, Chávez                                               |                                                   |
| 1919                 | Campeonato de Primera División de la Federación Tucumana de Fútbol 1919 |       | Gimnasio 24 de septiembre | Atlético   | 0-3             | San Martín |                                                             | Carrizo, Iturre (x2)                              |
| 1920                 | Campeonato de Primera División de la Federación Tucumana de Fútbol 1920 |       | Gimnasio San Martín       | Atlético   | 1-1             | San Martín | Barros                                                      | Páez                                              |
| 1920                 | Campeonato de Primera División de la Federación Tucumana de Fútbol 1920 |       | Gimnasio 24 de septiembre | San Martín | 0-1             | Atlético   |                                                             | Zanotta                                           |
| 1921                 | Campeonato de Primera División de la Federación Tucumana de Fútbol 1921 |       | Gimnasio 24 de septiembre | Atlético   | 3-2             | San Martín | Carino, Zárate, Penella                                     | Rosales, Zárate                                   |
| 1921                 | Campeonato de Primera División de la Federación Tucumana de Fútbol 1921 |       | Gimnasio 24 de septiembre | San Martín | 3-1             | Atlético   | Zárate, Rosales, Narváez                                    | Tártalo                                           |
| 1922                 | Campeonato de Primera División de la Federación Tucumana de Fútbol 1922 |       | Gimnasio 24 de septiembre | San Martín | 1-2             | Atlético   | Dubois                                                      | Cuello (2)                                        |
| 1922                 | Campeonato de Primera División de la Federación Tucumana de Fútbol 1922 |       | Atlético                  | Atlético   | 2-0             | San Martín | Penella, Aguilar Pinedo                                     |                                                   |
| 1923                 | Campeonato de Primera División de la Federación Tucumana de Fútbol 1923 |       | Atlético                  | Atlético   | 2-0             | San Martín | Germanó (x2)                                                |                                                   |
| 1923                 | Campeonato de Primera División de la Federación Tucumana de Fútbol 1923 |       | Comandante Araujo         | San Martín | 1-1             | Atlético   | Cárdenas                                                    | Castagnaro                                        |
| 1924                 | Campeonato de Primera División de la Federación Tucumana de Fútbol 1924 |       | Atlético                  | Atlético   | 1-3             | San Martín | Zanotta                                                     | Toledo, Maidana, Luna                             |
| 1924                 | Campeonato de Primera División de la Federación Tucumana de Fútbol 1924 |       | Atlético                  | San Martín | 0-0             | Atlético   |                                                             |                                                   |
| 1925                 | Campeonato de Primera División de la Federación Tucumana de Fútbol 1925 |       | San Martín                | San Martín | 6-0             | Atlético   | Chávez (x2), Castro (x2), Cárdenas, Rea                     |                                                   |
| 1925                 | Campeonato de Primera División de la Federación Tucumana de Fútbol 1925 |       | Atlético                  | Atlético   | 1-1             | San Martín | Germanó                                                     | Chávez                                            |
| 1926                 | Campeonato de Primera División de la Federación Tucumana de Fútbol 1926 |       | San Martín                | San Martín | 2-2             | Atlético   | Arroyo, Castro                                              | Penella, Carino                                   |
| 1926                 | Campeonato de Primera División de la Federación Tucumana de Fútbol 1926 |       | Atlético                  | Atlético   | 3-2             | San Martín | Luna, Filipone, Villafañe                                   | Castro, Chávez                                    |
| 1926                 | Campeonato de Primera División de la Federación Tucumana de Fútbol 1927 |       | Atlético                  | Atlético   | 4-2             | San Martín | Villafañe (x2), Penella (x2)                                | Flores, Herrera                                   |
| 1927                 | Campeonato de Primera División de la Federación Tucumana de Fútbol 1927 |       | San Martín                | San Martín | 4-4             | Atlético   | Flores, Villagra, Cárdenas (x2)                             | Villafañe (x2), Tártalo (x2)                      |
| 1928                 | Campeonato de Primera División de la Federación Tucumana de Fútbol 1928 |       | San Martín                | San Martín | 0-0             | Atlético   |                                                             |                                                   |
| 1928                 | Campeonato de Primera División de la Federación Tucumana de Fútbol 1928 |       | Atlético                  | Atlético   | 3-2             | San Martín | Fassora, Oinandia, Germanó                                  | Chávez                                            |
| 1929                 | Campeonato de Primera División de la Federación Tucumana de Fútbol 1929 |       | Atlético                  | Atlético   | 1-2             | San Martín | Luna                                                        | Cárdenas (x2)                                     |
| 1929                 | Campeonato de Primera División de la Federación Tucumana de Fútbol 1929 |       | San Martín                | San Martín | 2-2             | Atlético   | Ruiz, Cárdenas                                              | Fassora (x2)                                      |
| 1930                 | Campeonato de Primera División de la Federación Tucumana de Fútbol 1930 |       | Atlético                  | San Martín | 1-2             | Atlético   | Ferreira                                                    | Luna (x2)                                         |
| 1930                 | Campeonato de Primera División de la Federación Tucumana de Fútbol 1930 |       | Atlético                  | Atlético   | 2-1             | San Martín | Luna (x2)                                                   | Luna                                              |
| 1931                 | Campeonato de Primera División de la Federación Tucumana de Fútbol 1931 |       | San Martín                | San Martín | 1-3             | Atlético   | Zóttola                                                     | Fassora (x3)                                      |
| 1931                 | Campeonato de Primera División de la Federación Tucumana de Fútbol 1931 |       | Atlético                  | Atlético   | 2-5             | San Martín | Solivelas, Carino                                           | Moyano (x2), Cardozo, Legname (x2)                |
| 1932                 | Campeonato de Primera División de la Federación Tucumana de Fútbol 1932 |       | Atlético                  | Atlético   | 0-1             | San Martín |                                                             | Ceballos                                          |
| 1932                 | Campeonato de Primera División de la Federación Tucumana de Fútbol 1932 |       | San Martín                | San Martín | 3-2             | Atlético   | Vaca (x2)                                                   | Zóttola, Taritolay, Moyano                        |
| 1933                 | Campeonato de Primera División de la Federación Tucumana de Fútbol 1933 |       | Atlético                  | Atlético   | 2-1             | San Martín | Amani, Van Gelderen                                         | Sánchez                                           |
| 1933                 | Campeonato de Primera División de la Federación Tucumana de Fútbol 1933 |       | San Martín                | San Martín | 2-1             | Atlético   | Cisterna, Amilaga                                           | Van Gelderen                                      |
| 1934                 | Campeonato de Primera División de la Federación Tucumana de Fútbol 1934 |       | Atlético                  | Atlético   | 1-2             | San Martín | Michal                                                      | Gómez, Santucho                                   |
| 1934                 | Campeonato de Primera División de la Federación Tucumana de Fútbol 1934 |       | Central Norte             | San Martín | 1-1             | Atlético   | Iriarte                                                     | Toro                                              |
| 1935                 | Campeonato de Primera División de la Federación Tucumana de Fútbol 1935 |       | Atlético                  | Atlético   | 6-0             | San Martín | Loto (x2), Van Gelderen (x2), Penella, Michal               |                                                   |
| 1935                 | Campeonato de Primera División de la Federación Tucumana de Fútbol 1935 |       | San Martín                | San Martín | 0-1             | Atlético   |                                                             | Michal                                            |
| 1936                 | Campeonato de Primera División de la Federación Tucumana de Fútbol 1936 |       | San Martín                | San Martín | 4-1             | Atlético   | Loto (x3), Espeche                                          | Michal                                            |
| 1936                 | Campeonato de Primera División de la Federación Tucumana de Fútbol 1936 |       | Atlético                  | Atlético   | 5-2             | San Martín | Penella (x2), Michal (x2), Van Gelderen                     | Amilaga, Cisterna                                 |
| 1937                 | Campeonato de Primera División de la Federación Tucumana de Fútbol 1937 |       | Atlético                  | Atlético   | 2-1             | San Martín | Penella (x2)                                                | Barros                                            |
| 1937                 | Campeonato de Primera División de la Federación Tucumana de Fútbol 1937 |       | San Martín                | San Martín | 2-2             | Atlético   | Arias, Luna                                                 | Van Gelderen, Frías                               |
| 1938                 | Campeonato de Primera División de la Federación Tucumana de Fútbol 1938 |       | San Martín                | San Martín | 2-4             | Atlético   | Sandoval, Ortiz                                             | Guerra, Michal (x3)                               |
| 1938                 | Campeonato de Primera División de la Federación Tucumana de Fútbol 1938 |       | Atlético                  | Atlético   | 5-4             | San Martín | Michal (x2), Nicolau (x2), Guerra                           | Medina, Arias (x2), Madory                        |
| 1939                 | Campeonato de Primera División de la Federación Tucumana de Fútbol 1939 |       | Atlético                  | Atlético   | 2-1             | San Martín | Michal, Domínguez                                           | Jerez                                             |
| 1939                 | Campeonato de Primera División de la Federación Tucumana de Fútbol 1939 |       | San Martín                | San Martín | 1-1             | Atlético   | Pereyra                                                     | Van Gelderen                                      |
| 1940                 | Campeonato de Primera División de la Federación Tucumana de Fútbol 1940 |       | Atlético                  | Atlético   | 1-1             | San Martín | Michal                                                      | Arias                                             |
| 1940                 | Campeonato de Primera División de la Federación Tucumana de Fútbol 1940 |       | All Boys                  | San Martín | 3-1             | Atlético   | Figueroa, Ortiz (x2)                                        | Michal                                            |
| 1941                 | Campeonato de Primera División de la Federación Tucumana de Fútbol 1941 |       | Atlético                  | Atlético   | 2-4             | San Martín | Michal (x2)                                                 | Quinteros (x2), Figueroa, Díaz                    |
| 1941                 | Campeonato de Primera División de la Federación Tucumana de Fútbol 1941 |       | Argentinos del Norte      | San Martín | 3-2             | Atlético   | Ortiz, Quinteros, Figueroa                                  | Rosales, Zelarayán                                |
| 1942                 | Campeonato de Primera División de la Federación Tucumana de Fútbol 1942 |       | San Martín                | San Martín | 2-1             | Atlético   | Figueroa, Juárez                                            | Michal                                            |
| 1942                 | Campeonato de Primera División de la Federación Tucumana de Fútbol 1942 |       | Argentinos del Norte      | Atlético   | 1-1             | San Martín | Castillo                                                    | Díaz                                              |
| 1943                 | Campeonato de Primera División de la Federación Tucumana de Fútbol 1943 |       | Atlético                  | Atlético   | 0-3             | San Martín |                                                             | Gramajo (x2), Juárez                              |
| 1943                 | Campeonato de Primera División de la Federación Tucumana de Fútbol 1943 |       | San Martín                | San Martín | 2-1             | Atlético   | Gramajo, Juárez                                             | Arnedo                                            |
| 1944                 | Campeonato de Primera División de la Federación Tucumana de Fútbol 1944 |       | Atlético                  | Atlético   | 4-2             | San Martín | Benavídez, Busquet (x2), Felcher                            | Acosta, Aguilar                                   |
| 1944                 | Campeonato de Primera División de la Federación Tucumana de Fútbol 1944 |       | San Martín                | San Martín | 6-2             | Atlético   | Belio (x3), Juárez (x2), Aguilar                            | Cerrutti, Burlé                                   |
| 1945                 | Campeonato de Primera División de la Federación Tucumana de Fútbol 1945 |       | Atlético                  | Atlético   | 1-0             | San Martín | González                                                    |                                                   |
| 1945                 | Campeonato de Primera División de la Federación Tucumana de Fútbol 1945 |       | San Martín                | San Martín | 2-1             | Atlético   | Juárez, Díaz                                                | Martín                                            |
| 1946                 | Campeonato de Primera División de la Federación Tucumana de Fútbol 1946 |       | San Martín                | San Martín | 0-3             | Atlético   |                                                             | Cerrutti, Luna, Díaz                              |
| 1946                 | Campeonato de Primera División de la Federación Tucumana de Fútbol 1946 |       | Atlético                  | Atlético   | 4-3             | San Martín | González, Martínez (x2), Díaz                               | Barrionuevo, Díaz, Juárez                         |
| 1947                 | Campeonato de Primera División de la Federación Tucumana de Fútbol 1947 |       | San Martín                | San Martín | 1-0             | Atlético   | Oliva                                                       |                                                   |
| 1947                 | Campeonato de Primera División de la Federación Tucumana de Fútbol 1947 |       | Atlético                  | Atlético   | 0-1             | San Martín |                                                             | Juárez                                            |
| 1948                 | Campeonato de Primera División de la Federación Tucumana de Fútbol 1948 |       | San Martín                | San Martín | 2-6             | Atlético   | Flora, Barrionuevo                                          | Contreras, Martín, Navarro (x2), Alincastro (x2)  |
| 1948                 | Campeonato de Primera División de la Federación Tucumana de Fútbol 1948 |       | Atlético                  | Atlético   | 4-3             | San Martín | Martín, Alincastro (x2), Navarro                            | Aguilar, Juárez, Barrionuevo                      |
| 1949                 | Campeonato de Primera División de la Federación Tucumana de Fútbol 1949 |       | San Martín                | San Martín | 3-4             | Atlético   | Sayago, Acosta, Díaz                                        | Lucca (x2), Alincastro, Aguirre                   |
| 1949                 | Campeonato de Primera División de la Federación Tucumana de Fútbol 1949 |       | Atlético                  | Atlético   | 2-3             | San Martín | Alincastro, Lucca                                           | Juárez, Arias, Juárez                             |
| 1950                 | Campeonato de Primera División de la Federación Tucumana de Fútbol 1950 |       | Atlético                  | Atlético   | 3-2             | San Martín | Luna, Lucca, Urueña                                         | Acosta, Pérez                                     |
| 1950                 | Campeonato de Primera División de la Federación Tucumana de Fútbol 1950 |       | San Martín                | San Martín | 1-1             | Atlético   | Acosta                                                      | Lucca                                             |
| 1951                 | Campeonato de Primera División de la Federación Tucumana de Fútbol 1951 |       | San Martín                | San Martín | 2-3             | Atlético   | Acosta, Aguilar                                             | Urueña, Villalba, Nucci                           |
| 1951                 | Campeonato de Primera División de la Federación Tucumana de Fútbol 1951 |       | Atlético                  | Atlético   | 0-6             | San Martín |                                                             | Acosta (x2), Aguilar, Coronel, Del Corro, Salinas |
| 1952                 | Campeonato de Primera División de la Federación Tucumana de Fútbol 1952 |       | Atlético                  | Atlético   | 1-1             | San Martín | Urueña                                                      | Robles                                            |
| 1952                 | Campeonato de Primera División de la Federación Tucumana de Fútbol 1952 |       | San Martín                | San Martín | 3-2             | Atlético   | Acosta, Espinoza, Salinas                                   | Ferré, Lucca                                      |
| 1953                 | Campeonato de Primera División de la Federación Tucumana de Fútbol 1953 |       | Argentinos del Norte      | San Martín | 3-2             | Atlético   | Guimard (x2), Ale                                           | Ferré, Tejerina                                   |
| 1953                 | Campeonato de Primera División de la Federación Tucumana de Fútbol 1953 |       | Atlético                  | Atlético   | 4-2             | San Martín | Nucci, Villalba (x2), Ale                                   | Del Corro (x2)                                    |
| 1954                 | Campeonato de Primera División de la Federación Tucumana de Fútbol 1954 |       | Atlético                  | San Martín | 0-1             | Atlético   |                                                             | Villalba                                          |
| 1954                 | Campeonato de Primera División de la Federación Tucumana de Fútbol 1954 |       | Atlético                  | Atlético   | 4-4 (G.P.-P.P.) | San Martín | Nucci (x2), Urueña (x2)                                     | Coronel, Acosta, Villafañe, Del Corro             |
| 1955                 | Campeonato de Primera División de la Federación Tucumana de Fútbol 1955 |       | Atlético                  | Atlético   | 2-2             | San Martín | Ale, Lucca                                                  | Pérez, Vega                                       |
| 1955                 | Campeonato de Primera División de la Federación Tucumana de Fútbol 1955 |       | Argentinos del Norte      | San Martín | 2-1             | Atlético   | Carol (x2)                                                  | Tejerina                                          |
| 1956                 | Campeonato de Primera División de la Federación Tucumana de Fútbol 1956 |       | Atlético                  | Atlético   | 2-5             | San Martín | Tejerina, Villalba                                          | Fruyano (x2), Quinteros, Carreño (x2)             |
| 1956                 | Campeonato de Primera División de la Federación Tucumana de Fútbol 1956 |       | San Martín                | San Martín | 7-6             | Atlético   | Carreño (x2), Acosta (x4), Carol                            | Leiva (x3), Perea (x2), Pasteris                  |
| 1957                 | Campeonato de Primera División de la Federación Tucumana de Fútbol 1957 |       | Atlético                  | Atlético   | 2-2             | San Martín | Figueroa, Rodríguez                                         | Acosta, Bárcena                                   |
| 1957                 | Campeonato de Primera División de la Federación Tucumana de Fútbol 1957 |       | San Martín                | San Martín | 2-1             | Atlético   | Acosta, Carol                                               | Rodríguez                                         |
| 1958                 | Campeonato de Primera División de la Federación Tucumana de Fútbol 1958 |       | Atlético                  | Atlético   | 5-2             | San Martín | Canseco (x2), González, Soria, Rodríguez                    | Cancino, Gómez                                    |
| 1958                 | Campeonato de Primera División de la Federación Tucumana de Fútbol 1958 |       | San Martín                | San Martín | 1-4             | Atlético   | Herrera                                                     | Rodríguez, Soria (x2), González                   |
| 1959                 | Campeonato de Primera División de la Federación Tucumana de Fútbol 1959 |       | San Martín                | San Martín | 1-5             | Atlético   | Gómez                                                       | Ayunta (x2), Ibarra, Canseco, Muñoz               |
| 1959                 | Campeonato de Primera División de la Federación Tucumana de Fútbol 1959 |       | Atlético                  | Atlético   | 2-4             | San Martín | Ibarra, Muñoz                                               | Quinteros (x2), Rorca (x2)                        |
| 1960                 | Campeonato de Primera División de la Federación Tucumana de Fútbol 1960 |       | Atlético                  | Atlético   | 1-2             | San Martín | Farías                                                      | Rivero, Carol                                     |
| 1960                 | Campeonato de Primera División de la Federación Tucumana de Fútbol 1960 |       | San Martín                | San Martín | 1-0             | Atlético   | Carol                                                       |                                                   |
| 1961                 | Campeonato de Primera División de la Federación Tucumana de Fútbol 1961 |       | Atlético                  | San Martín | 1-2             | Atlético   | Corvalán                                                    | Gómez, Rodríguez                                  |
| 1961                 | Campeonato de Primera División de la Federación Tucumana de Fútbol 1961 |       | Atlético                  | Atlético   | 3-4             | San Martín | Argañaraz, Rodríguez (x2)                                   | Ortega, Karanicola (x2), Rivero                   |
| 1962                 | Campeonato de Primera División de la Federación Tucumana de Fútbol 1962 |       | Atlético                  | Atlético   | 2-0             | San Martín | Iñigo, Ponce                                                |                                                   |
| 1962                 | Campeonato de Primera División de la Federación Tucumana de Fútbol 1962 |       | Central Norte             | San Martín | 3-2             | Atlético   | Akemeier (x2), Corvalán                                     | Ponce (2)                                         |
| 1962                 | Campeonato de Primera División de la Federación Tucumana de Fútbol 1962 |       | San Martín                | San Martín | 0-0             | Atlético   |                                                             |                                                   |
| 1963                 | Campeonato de Primera División de la Federación Tucumana de Fútbol 1963 |       | All Boys                  | Atlético   | 3-2             | San Martín | Maldonado, Medina, Iñigo                                    | Akemeier, Echenique                               |
| 1963                 | Campeonato de Primera División de la Federación Tucumana de Fútbol 1963 |       | San Martín                | San Martín | 0-2             | Atlético   |                                                             | Maldonado, Villalba                               |
| 1964                 | Campeonato de Primera División de la Federación Tucumana de Fútbol 1964 |       | Atlético                  | Atlético   | 4-0             | San Martín | Iñigo (x2), Ponce, Herrera                                  |                                                   |
| 1964                 | Campeonato de Primera División de la Federación Tucumana de Fútbol 1964 |       | San Martín                | San Martín | 3-3             | Atlético   | Akemeier, Corvalán (x2)                                     | Herrera, Carabajal, Taritolay                     |
| 1965                 | Campeonato de Primera División de la Federación Tucumana de Fútbol 1965 |       | Atlético                  | Atlético   | 2-1             | San Martín | Solórzano, Abregú                                           | Luna                                              |
| 1965                 | Campeonato de Primera División de la Federación Tucumana de Fútbol 1965 |       | San Martín                | San Martín | 1-1             | Atlético   | Corvalán                                                    | Herrera                                           |
| 1967                 | Campeonato de Primera División de la Federación Tucumana de Fútbol 1967 |       | San Martín                | San Martín | 1-1             | Atlético   | Luna                                                        | Córdoba                                           |
| 1967                 | Campeonato de Primera División de la Federación Tucumana de Fútbol 1967 |       | Atlético                  | Atlético   | 2-2             | San Martín | Córdoba, Carabajal                                          | Prado, Akemeier                                   |
| 1968                 | Campeonato de Primera División de la Federación Tucumana de Fútbol 1968 |       | San Martín                | San Martín | 0-0             | Atlético   |                                                             |                                                   |
| 1968                 | Campeonato de Primera División de la Federación Tucumana de Fútbol 1968 |       | Atlético                  | Atlético   | 1-1             | San Martín | Corbalán                                                    | Prado                                             |
| 1969                 | Campeonato de Primera División de la Federación Tucumana de Fútbol 1969 |       | Atlético                  | Atlético   | 1-1             | San Martín | Gámez                                                       | Rey                                               |
| 1968                 | Campeonato de Primera División de la Federación Tucumana de Fútbol 1969 |       | San Martín                | San Martín | 1-0             | Atlético   | Rey                                                         |                                                   |
| 1970                 | Campeonato de Primera División de la Federación Tucumana de Fútbol 1970 |       | Atlético                  | Atlético   | 0-1             | San Martín |                                                             | Pérez                                             |
| 1970                 | Campeonato de Primera División de la Federación Tucumana de Fútbol 1970 |       | San Martín                | San Martín | 1-2 (G.P.-P.P.) | Atlético   | Pérez                                                       | Campi, Argüello                                   |
| 1971                 | Campeonato de Primera División de la Federación Tucumana de Fútbol 1971 |       | Atlético                  | Atlético   | 0-0 (G.P.-P.P.) | San Martín |                                                             |                                                   |
| 1971                 | Campeonato de Primera División de la Federación Tucumana de Fútbol 1971 |       | San Martín                | San Martín | 2-1             | Atlético   | Argañaraz, Acosta                                           | Villafañe                                         |
| 1972                 | Campeonato de Primera División de la Federación Tucumana de Fútbol 1972 |       | Central Norte             | Atlético   | 0-1             | San Martín |                                                             | Romano                                            |
| 1972                 | Campeonato de Primera División de la Federación Tucumana de Fútbol 1972 |       | San Martín                | San Martín | 1-0             | Atlético   | Cáceres                                                     |                                                   |
| 1973                 | Campeonato de Primera División de la Federación Tucumana de Fútbol 1973 |       | Central Norte             | Atlético   | 3-3             | San Martín | Santillán, Cuellar, Argüello                                | Calderón (x2), Villalonga                         |
| 1973                 | Campeonato de Primera División de la Federación Tucumana de Fútbol 1973 |       | San Martín                | San Martín | 2-1             | Atlético   | Luna, Muggione                                              | Santillán                                         |
| 1974                 | Campeonato de Primera División de la Federación Tucumana de Fútbol 1974 |       | Central Norte             | San Martín | 2-2             | Atlético   | Marangoni (x2)                                              | Villa, Filippini                                  |
| 1975                 | Campeonato de Primera División de la Federación Tucumana de Fútbol 1975 |       | Atlético                  | Atlético   | 0-0             | San Martín |                                                             |                                                   |
| 1975                 | Campeonato de Primera División de la Federación Tucumana de Fútbol 1975 |       | San Martín                | San Martín | 3-3             | Atlético   | Pacheco, Sánchez, Papalardo                                 | Villafañe (x2), Villa                             |
| 1976                 | Campeonato de Primera División de la Federación Tucumana de Fútbol 1976 |       | Atlético                  | Atlético   | 2-2             | San Martín | Castro, Díaz                                                | Roldán (x2)                                       |
| 1976                 | Campeonato de Primera División de la Federación Tucumana de Fútbol 1976 |       | San Martín                | San Martín | 2-1             | Atlético   | Marangoni, Avanzi                                           | Alderete                                          |
| 1977                 | Campeonato de Primera División de la Liga Tucumana de Fútbol 1977       |       | Atlético                  | Atlético   | 1-2             | San Martín | Valencia                                                    | Sánchez, Espeche                                  |
| 1977                 | Campeonato de Primera División de la Liga Tucumana de Fútbol 1977       |       | San Martín                | San Martín | 1-1             | Atlético   | Pacheco                                                     | Sosa                                              |
| 1977                 | Campeonato de Primera División de la Liga Tucumana de Fútbol 1977       |       | Atlético                  | Atlético   | 1-0             | San Martín | Castro                                                      |                                                   |
| 1977                 | Campeonato de Primera División de la Liga Tucumana de Fútbol 1977       |       | San Martín                | San Martín | 2-2             | Atlético   | Silva, Pacheco                                              | Castro, Millicay                                  |
| 1978                 | Campeonato de Primera División de la Liga Tucumana de Fútbol 1978       |       | San Martín                | San Martín | 4-0             | Atlético   | Espeche, Ignacio (x3)                                       |                                                   |
| 1978                 | Campeonato de Primera División de la Liga Tucumana de Fútbol 1978       |       | Atlético                  | Atlético   | 1-1             | San Martín | Palomba                                                     | Toledo                                            |
| 1979                 | Campeonato de Primera División de la Liga Tucumana de Fútbol 1979       |       | San Martín                | San Martín | 1-1             | Atlético   | Russo                                                       | Gómez                                             |
| 1979                 | Campeonato de Primera División de la Liga Tucumana de Fútbol 1979       |       | Atlético                  | Atlético   | 1-0             | San Martín | Palomba                                                     |                                                   |
| 1980                 | Campeonato de Primera División de la Liga Tucumana de Fútbol 1980       |       | San Martín                | San Martín | 1-4             | Atlético   | Campos                                                      | Gómez (x2), Romero, Barrientos                    |
| 1980                 | Campeonato de Primera División de la Liga Tucumana de Fútbol 1980       |       | San Martín                | San Martín | 0-0             | Atlético   |                                                             |                                                   |
| 1981                 | Campeonato de Primera División de la Liga Tucumana de Fútbol 1981       |       | Atlético                  | Atlético   | 0-0             | San Martín |                                                             |                                                   |
| 1981                 | Campeonato de Primera División de la Liga Tucumana de Fútbol 1981       |       | San Martín                | San Martín | 1-1             | Atlético   | Paz                                                         | Mecca                                             |
| 1982                 | Campeonato de Primera División de la Liga Tucumana de Fútbol 1982       |       | San Martín                | San Martín | 0-1             | Atlético   |                                                             | Palomba                                           |
| 1982                 | Campeonato de Primera División de la Liga Tucumana de Fútbol 1982       |       | Atlético                  | Atlético   | 0-1             | San Martín |                                                             | Roldán                                            |
| 1982                 | Campeonato de Primera División de la Liga Tucumana de Fútbol 1982       |       | San Martín                | San Martín | 1-0             | Atlético   | Martínez                                                    |                                                   |
| 1982                 | Campeonato de Primera División de la Liga Tucumana de Fútbol 1982       |       | Sportivo Guzmán           | San Martín | G.P.-P.P.       | Atlético   |                                                             |                                                   |
| 1983                 | Campeonato de Primera División de la Liga Tucumana de Fútbol 1983       |       | San Martín                | Atlético   | 2-0             | San Martín | Reartez (x2)                                                |                                                   |
| 1983                 | Campeonato de Primera División de la Liga Tucumana de Fútbol 1983       |       | San Martín                | San Martín | 2-2             | Atlético   | Gutiérrez, Ibarra                                           | Aredes, Barreto                                   |
| 1983                 | Campeonato de Primera División de la Liga Tucumana de Fútbol 1983       |       | Atlético                  | Atlético   | 1-0             | San Martín | Reartez                                                     |                                                   |
| 1983                 | Campeonato de Primera División de la Liga Tucumana de Fútbol 1983       |       | Atlético                  | San Martín | 0-1             | Atlético   |                                                             | Reartez                                           |
| 1984                 | Campeonato de Primera División de la Liga Tucumana de Fútbol 1984       |       | San Martín                | Atlético   | 0-1             | San Martín |                                                             | Gutiérrez                                         |
| 1984                 | Campeonato de Primera División de la Liga Tucumana de Fútbol 1984       |       | San Martín                | San Martín | 1-1             | Atlético   | Gutiérrez                                                   | Ignacio                                           |
| 1984                 | Campeonato de Primera División de la Liga Tucumana de Fútbol 1984       |       | San Martín                | Atlético   | 1-0             | San Martín | Barreto                                                     |                                                   |
| 1984                 | Campeonato de Primera División de la Liga Tucumana de Fútbol 1984       |       | San Martín                | San Martín | 0-1             | Atlético   |                                                             | Pizurica                                          |
| 1985                 | Campeonato de Primera División de la Liga Tucumana de Fútbol 1985       |       | San Martín                | Atlético   | 1-1             | San Martín | Reartez                                                     | Gutiérrez                                         |
| 1985                 | Campeonato de Primera División de la Liga Tucumana de Fútbol 1985       |       | San Martín                | San Martín | 2-2             | Atlético   | Martínez (x2)                                               | Reartez (x2)                                      |
| 1985                 | Campeonato de Primera División de la Liga Tucumana de Fútbol 1985       |       | Atlético                  | Atlético   | 0-1             | San Martín |                                                             | Torales                                           |
| 1985                 | Campeonato de Primera División de la Liga Tucumana de Fútbol 1985       |       | San Martín                | San Martín | 1-1             | Atlético   | Cejas                                                       | Scimé                                             |
| 1986                 | Campeonato de Primera División de la Liga Tucumana de Fútbol 1986       |       | Atlético                  | Atlético   | 2-0             | San Martín | Pedraza, Barreto                                            |                                                   |
| 1986                 | Campeonato de Primera División de la Liga Tucumana de Fútbol 1986       |       | San Martín                | San Martín | 0-1             | Atlético   |                                                             | Reartez                                           |

### Todos los resultados de clásicos tucumanos oficiales en Copas Tucumanas
| Fecha                 | Competencia                                                       | Fecha            | Estadio                   | Local      | Resultado    | Visitante  | Goles (L)                                           | Goles (V)                                |
| --------------------- | ----------------------------------------------------------------- | ---------------- | ------------------------- | ---------- | ------------ | ---------- | --------------------------------------------------- | ---------------------------------------- |
| 10 de octubre de 1915 | Copa de Honor de la Liga Tucumana de Fútbol 1915                  | Cuartos de final | Gimnasio 24 de septiembre | Atlético   | 1-0          | San Martín | Molina                                              |                                          |
| 15 de octubre de 1916 | Campeonato de Primera División de la Liga Tucumana de Fútbol 1916 | Desempate        | Gimnasio San Martín       | Atlético   | 3-2          | San Martín | Ricci (x2), Kadlec                                  | Amorín, Everdich                         |
| 1920                  | Copa Competencia de la Federación Tucumana de Fútbol 1920         | Cuartos de final | Gimnasio San Martín       | San Martín | 1-0          | Atlético   | Páez                                                |                                          |
| 1922                  | Copa de Honor de la Federación Tucumana de Fútbol 1922            | Primera Ronda    | Atlético                  | Atlético   | 1-3          | San Martín | Castagnaro                                          | Cárdenas, Rosales, Dubois                |
| 1927                  | Copa Competenica de la Federación Tucumana de Fútbol 1927         | Semifinal        | Central Norte             | Atlético   | 3-0          | San Martín | Carino (x2), Penella                                |                                          |
| 1932                  | Copa Competencia de la Federación Tucumana de Fútbol 1932         | Semifinal        | All Boys                  | Atlético   | 2-2          | San Martín | Albornoz (x2)                                       | Taritolay (x2)                           |
| 1932                  | Copa Competencia de la Federación Tucumana de Fútbol 1932         | Semifinal        | All Boys                  | Atlético   | 1-0          | San Martín | Macías                                              |                                          |
| 1932                  | Copa de Honor de la Federación Tucumana de Fútbol 1932            |                  | Bomberos                  | San Martín | 3-4          | Atlético   | Moyano, Zóttola, Taritolay                          | Apestey (2), Bravo, González             |
| 1933                  | Copa Competencia de la Federación Tucumana de Fútbol 1933         | Cuartos de final | All Boys                  | San Martín | 1-1          | Atlético   | Chazarreta                                          | Amani                                    |
| 1933                  | Copa Competencia de la Federación Tucumana de Fútbol 1933         | Cuartos de final | All Boys                  | San Martín | 1-0          | Atlético   | Iriarte                                             |                                          |
| 1933                  | Copa de Honor de la Federación Tucumana de Fútbol 1933            |                  | All Boys                  | San Martín | 1-1          | Atlético   | Castro                                              | Lampasona                                |
| 1934                  | Copa de Honor de la Federación Tucumana de Fútbol 1934            |                  | Central Norte             | Atlético   | 2-2          | San Martín | Loto, Van Gelderen                                  | Castro (x2)                              |
| 1935                  | Copa de Honor de la Federación Tucumana de Fútbol 1935            |                  | Central Córdoba           | San Martín | 3-1          | Atlético   | Cisterna (x3)                                       | Baigorria                                |
| 1935                  | Copa de Honor de la Federación Tucumana de Fútbol 1935            | Final            | Bomberos                  | San Martín | 0-2          | Atlético   |                                                     | Michal (x2)                              |
| 1935                  | Copa Competencia de la Federación Tucumana de Fútbol 1935         | Semifinal        | Bomberos                  | San Martín | 2-3          | Atlético   | Cisterna, Amilaga                                   | Michal (x3)                              |
| 1936                  | Copa de Honor de la Federación Tucumana de Fútbol 1936            |                  | Central Norte             | San Martín | 0-3          | Atlético   |                                                     | Loto, Penella, Michal                    |
| 1936                  | Campeón Absoluto de la Federación Tucumana de Fútbol 1936         | Semifinal        | Bomberos                  | San Martín | 0-2          | Atlético   |                                                     | Van Gelderen, Baigorria                  |
| 1937                  | Copa de Honor de la Federación Tucumana de Fútbol 1937            |                  | All Boys                  | Atlético   | 4-2          | San Martín | Michal, Guerra (x2), Penella                        | Loto, Gramajo                            |
| 1938                  | Copa de Honor de la Federación Tucumana de Fútbol 1938            |                  | Bomberos                  | San Martín | 1-1          | Atlético   | Sandoval                                            | Michal                                   |
| 1938                  | Copa de Honor de la Federación Tucumana de Fútbol 1938            | Final            | San Martín                | San Martín | 2-3          | Atlético   | Sandoval (x2)                                       | Michal (x2), Rodríguez                   |
| 1939                  | Copa de Honor de la Federación Tucumana de Fútbol 1939            |                  | Bomberos                  | San Martín | 3-3          | Atlético   | Ortiz, Arias (x2)                                   | Lizárraga (x2), Van Gelderen             |
| 1939                  | Copa de Honor de la Federación Tucumana de Fútbol 1939            | Final            | Bomberos                  | Atlético   | G.P.-P.P.    | San Martín |                                                     |                                          |
| 1939                  | Copa Competencia de la Federación Tucumana de Fútbol 1939         | Final            | Argentinos del Norte      | San Martín | 2-3          | Atlético   | Ortiz, Amilaga                                      | Michal, Van Gelderen (x2)                |
| 1940                  | Copa de Honor de la Federación Tucumana de Fútbol 1940            |                  | Argentinos del Norte      | San Martín | 3-1          | Atlético   | Lazarte,Arias, Ortiz                                | Cuezzo                                   |
| 1941                  | Copa de Honor de la Federación Tucumana de Fútbol 1941            |                  | All Boys                  | San Martín | 3-2          | Atlético   | Lazarte (x2), Juárez                                | Michal, Van Gelderen                     |
| 1942                  | Copa de Honor de la Federación Tucumana de Fútbol 1942            |                  | Argentinos del Norte      | Atlético   | 2-0          | San Martín | Michal, Castillo                                    |                                          |
| 1942                  | Campeón Absoluto de la Federación Tucumana de Fútbol 1942         | Final            | Argentinos del Norte      | Atlético   | 4-1          | San Martín | Díaz, Mendoza (x3)                                  | Ortiz                                    |
| 1943                  | Copa de Honor de la Federación Tucumana de Fútbol 1943            |                  | All Boys                  | San Martín | 4-2          | Atlético   | Belio (x2), Gramajo, Juárez                         | Carrizo (x2)                             |
| 1944                  | Copa de Honor de la Federación Tucumana de Fútbol 1944            |                  | All Boys                  | San Martín | 2-2          | Atlético   | Juárez, Díaz                                        | Van Gelderen (x2)                        |
| 1944                  | Copa Competencia de la Federación Tucumana de Fútbol 1944         | Final            | Argentinos del Norte      | Atlético   | 1-0          | San Martín | Benavídez                                           |                                          |
| 1945                  | Copa de Honor de la Federación Tucumana de Fútbol 1945            |                  | Argentinos del Norte      | Atlético   | 2-2          | San Martín | Barrera, Benavídez                                  | Comán, Juárez                            |
| 1946                  | Copa de Honor de la Federación Tucumana de Fútbol 1946            |                  | Argentinos del Norte      | San Martín | 3-1          | Atlético   | Barrionuevo, Juárez (x2)                            | Benavídez                                |
| 1946                  | Copa de Honor de la Federación Tucumana de Fútbol 1946            | Final            | Argentinos del Norte      | San Martín | 1-1          | Atlético   | Barrionuevo                                         | Martín                                   |
| 1946                  | Copa de Honor de la Federación Tucumana de Fútbol 1946            | Final            | Argentinos del Norte      | San Martín | 2-0          | Atlético   | Juárez, Gramajo                                     |                                          |
| 1946                  | Copa Competencia de la Federación Tucumana de Fútbol 1946         | Cuartos de final | Argentinos del Norte      | San Martín | 2-3          | Atlético   | Oliva, Díaz                                         | Riera, Martínez (x2)                     |
| 1947                  | Copa de Honor de la Federación Tucumana de Fútbol 1947            |                  | Argentinos del Norte      | San Martín | 2-3          | Atlético   | Aguillar, Díaz                                      | Martín, Rojas, Aguirre                   |
| 1947                  | Copa de Honor de la Federación Tucumana de Fútbol 1947            | Final            | Atlético                  | Atlético   | 4-4          | San Martín | Cerrutti, Martín, Aguirre, Rojas                    | Juárez, Comán, López (x2)                |
| 1947                  | Copa de Honor de la Federación Tucumana de Fútbol 1947            | Final            | Atlético                  | Atlético   | 2-2          | San Martín | Martín, Busquet                                     | López, Juárez                            |
| 1947                  | Copa de Honor de la Federación Tucumana de Fútbol 1947            | Final            | Atlético                  | San Martín | 2-0          | Atlético   | Juárez, López                                       |                                          |
| 1948                  | Copa de Honor de la Federación Tucumana de Fútbol 1948            |                  | Argentinos del Norte      | San Martín | 9-3          | Atlético   | Juárez (x4), Díaz (x2), Barrionuevo, López, Aguilar | Martín, Alincastro (x2)                  |
| 1948                  | Copa Competencia de la Federación Tucumana de Fútbol 1948         | Final            | Atlético                  | San Martín | 2-1          | Atlético   | Sayago, Barrionuevo                                 | Lucca                                    |
| 1949                  | Copa de Honor de la Federación Tucumana de Fútbol 1949            |                  | Argentinos del Norte      | San Martín | 5-1          | Atlético   | Arias (x4), Acosta                                  | Navarro                                  |
| 1950                  | Copa de Honor de la Federación Tucumana de Fútbol 1950            |                  | Argentinos del Norte      | San Martín | 2-2          | Atlético   | Acosta (x2)                                         | Robledo, Luna                            |
| 1950                  | Copa Competencia de la Federación Tucumana de Fútbol 1950         | Octavos de final | Argentinos del Norte      | San Martín | 5-2          | Atlético   | Juárez (x3), Baum, Díaz                             | Toledo, Rodríguez                        |
| 1951                  | Copa de Honor de la Federación Tucumana de Fútbol 1951            |                  | Argentinos del Norte      | San Martín | 4-2          | Atlético   | Aguilar (x2), Salinas, Coronel                      | Urueña, Lucca                            |
| 1952                  | Copa de Honor de la Federación Tucumana de Fútbol 1952            |                  | Argentinos del Norte      | San Martín | 2-4          | Atlético   | Del Corro (x2)                                      | Lucca (x2), Cobo, Ferré                  |
| 1953                  | Copa de Honor de la Federación Tucumana de Fútbol 1953            |                  | Argentinos del Norte      | San Martín | 4-2          | Atlético   | Sayago, Acosta, Juárez (x2)                         | Tejerina, Figueroa                       |
| 1953                  | Copa Competencia de la Federación Tucumana de Fútbol 1953         | Semifinal        | Argentinos del Norte      | San Martín | 1-3          | Atlético   | Del Corro                                           | Leiva, Tejerina, Lucca                   |
| 1953                  | Campeón Absoluto de la Federación Tucumana de Fútbol 1953         | Final            | Argentinos del Norte      | San Martín | 2-4          | Atlético   | Salinas, Guimard                                    | González (x2), Lucca (x2)                |
| 1954                  | Copa de Honor de la Federación Tucumana de Fútbol 1954            |                  | Argentinos del Norte      | San Martín | 2-2          | Atlético   | Acosta (x2)                                         | Lucca, Figueroa                          |
| 1955                  | Copa de Honor de la Federación Tucumana de Fútbol 1955            |                  | Central Norte             | San Martín | 4-1          | Atlético   | Coronel, Sosa, Acosta, Carol                        | Villalba                                 |
| 1956                  | Copa de Honor de la Federación Tucumana de Fútbol 1956            |                  | Argentinos del Norte      | Atlético   | 2-0          | San Martín | Jiménez, Figueroa                                   |                                          |
| 1957                  | Copa de Honor de la Federación Tucumana de Fútbol 1957            |                  | Central Norte             | San Martín | 1-1          | Atlético   | Pérez                                               | Rodríguez                                |
| 1958                  | Copa de Honor de la Federación Tucumana de Fútbol 1958            |                  | Atlético                  | San Martín | 2-4          | Atlético   | Villafañe, Sperone                                  | Escudero, Rodríguez, Soría (x2)          |
| 1959                  | Copa de Honor de la Federación Tucumana de Fútbol 1959            |                  | Atlético                  | Atlético   | 3-1          | San Martín | Gómez (x3)                                          | Ávila                                    |
| 1960                  | Copa de Honor de la Federación Tucumana de Fútbol 1960            |                  | Atlético                  | San Martín | 4-1          | Atlético   | Carol (x3), Rivero                                  | Luna                                     |
| 1961                  | Copa de Honor de la Federación Tucumana de Fútbol 1961            |                  | Atlético                  | San Martín | 3-1          | Atlético   | Akemeier, Carol (x2)                                | Gómez                                    |
| 1963                  | Copa de Honor de la Federación Tucumana de Fútbol 1963            |                  | Central Norte             | San Martín | 1-0          | Atlético   | Ceballos                                            |                                          |
| 1963                  | Copa de Honor de la Federación Tucumana de Fútbol 1963            | Final            | Atlético                  | San Martín | 1-1          | Atlético   | Karanicola                                          | Medina                                   |
| 1963                  | Copa de Honor de la Federación Tucumana de Fútbol 1963            | Final            | Atlético                  | San Martín | 2-6          | Atlético   | Villafañe, Karanicola                               | Herrera (x2), Iñigo (x2), Rodríguez (x2) |
| 1964                  | Copa de Honor de la Federación Tucumana de Fútbol 1964            |                  | Central Norte             | San Martín | 1-2          | Atlético   | Akemeier                                            | Fernández, Ponce                         |
| 1964                  | Copa Competencia de la Federación Tucumana de Fútbol 1964         | Final            | Atlético                  | San Martín | 1-1          | Atlético   | Corvalán                                            | Carabajal                                |
| 1964                  | Copa Competencia de la Federación Tucumana de Fútbol 1964         | Final            | Atlético                  | San Martín | 1-0          | Atlético   | Akemeier                                            |                                          |
| 1964                  | Campeón Absoluto de la Federación Tucumana de Fútbol 1964         | Final            | All Boys                  | Atlético   | 3-1          | Atlético   | Ponce, Herrera (x2)                                 | Albornoz                                 |
| 1965                  | Copa de Honor de la Federación Tucumana de Fútbol 1965            |                  | Atlético                  | San Martín | 3-1          | Atlético   | Corvalán, Romero, Akemeier                          | García                                   |
| 1966                  | Torneo Iniciación de la Federación Tucumana de Fútbol 1966        |                  | San Martín                | San Martín | 3-1          | Atlético   | Luna, Urueña, Burgos                                | Maldonado                                |
| 1966                  | Copa de Honor de la Federación Tucumana de Fútbol 1966            |                  | Atlético                  | Atlético   | 1-1          | San Martín | Abregú                                              | Corvalán                                 |
| 1966                  | Copa Competencia de la Federación Tucumana de Fútbol 1966         |                  | Argentinos del Norte      | San Martín | 1-0          | Atlético   | Luna                                                |                                          |
| 1967                  | Torneo Clasificación de la Federación Tucumana de Fútbol 1967     |                  | Atlético                  | Atlético   | 4-0          | San Martín | Pérez, Córdoba, Carabajal (x2)                      |                                          |
| 1967                  | Torneo Clasificación de la Federación Tucumana de Fútbol 1967     |                  | Atlético                  | San Martín | 1-2          | Atlético   | Akemeier                                            | Leguizamón, Carabajal                    |
| 1967                  | Torneo Clausura de la Federación Tucumana de Fútbol 1967          | Semifinal        | Atlético                  | Atlético   | 0-0 (p. 3-2) | San Martín |                                                     |                                          |
| 1968                  | Torneo Selección de la Federación Tucumana de Fútbol 1968         |                  | Atlético                  | Atlético   | 1-0          | San Martín | Filippini                                           |                                          |
| 1968                  | Torneo Selección de la Federación Tucumana de Fútbol 1968         |                  | San Martín                | San Martín | 3-1          | Atlético   | Martel, Rey (x2)                                    | Villafañe                                |
| 1970                  | Torneo Clasificación de la Federación Tucumana de Fútbol 1970     |                  | Central Norte             | Atlético   | 3-1          | San Martín | Espeche, Abregú, Villafañe                          | Peralta                                  |
| 1971                  | Torneo Clasificación de la Federación Tucumana de Fútbol 1971     |                  | Atlético                  | Atlético   | 3-5          | San Martín | Espeche, Santillán (x2)                             | Sosa (x2), Cáceres (x2), Pereyra         |
| 1972                  | Torneo Clasificación de la Federación Tucumana de Fútbol 1971     |                  | San Martín                | San Martín | 2-1          | Atlético   | Acosta, Sosa                                        | Cuellar                                  |
| 1972                  | Copa Competencia de la Federación Tucumana de Fútbol 1972         | Semifinal        | San Martín                | San Martín | 4-3          | Atlético   | Romano, Díaz, Albarracín, Pérez                     | Santillán, Rojas, Alderete               |
| 1972                  | Campeón Absoluto de la Federación Tucumana de Fútbol 1972         | Final            | Atlético                  | Atlético   | 4-1          | San Martín | Villafañe (x2), Santillán, Campi                    | Pérez                                    |
| 1974                  | Torneo Preparación de la Federación Tucumana de Fútbol 1974       |                  | San Martín                | San Martín | 0-0          | Atlético   |                                                     |                                          |
| 1975                  | Torneo Preparación de la Federación Tucumana de Fútbol 1975       |                  | San Martín                | San Martín | 2-1          | Atlético   | Pacheco, Marangoni                                  | Castro                                   |
| 1986                  | Torneo Clasificación de la Liga Tucumana de Fútbol 1986           |                  | San Martín                | San Martín | 2-0          | Atlético   | Martínez (x2)                                       |                                          |
| 1986                  | Torneo Clasificación de la Liga Tucumana de Fútbol 1986           |                  | Atlético                  | Atlético   | 2-2          | San Martín | Cardozo, Jerez                                      | Daza, Juárez                             |
| 1986                  | Torneo Clasificación de la Liga Tucumana de Fútbol 1986           | Semifinal        | San Martín                | San Martín | 0-0          | Atlético   |                                                     |                                          |
| 1986                  | Torneo Clasificación de la Liga Tucumana de Fútbol 1986           | Semifinal        | Atlético                  | Atlético   | 0-1          | San Martín |                                                     | Monteros                                 |

### Resultados de clásicos tucumanos oficiales a nivel local
| Victorias de Atlético   | 89  |
| Empates                 | 66  |
| Victorias de San Martín | 82  |
| Resultado desconocido   | 2   |
| Total                   | 239 |

### Todos los resultados de clásicos tucumanos oficiales a nivel regional
| Fecha                 | Competencia                 | Rueda        | Fecha | Estadio    | Local      | Resultado | Visitante  | Goles (L)        | Goles (V)       |
| --------------------- | --------------------------- | ------------ | ----- | ---------- | ---------- | --------- | ---------- | ---------------- | --------------- |
| 22 de febrero de 1987 | Torneo del Interior 1986/87 | Primera Fase | 8.ª   | Atlético   | Atlético   | 2-2       | San Martín | Apud, Reartez    | Daza, Dilascio  |
| 26 de abril de 1987   | Torneo del Interior 1986/87 | Primera Fase | 17.ª  | San Martín | San Martín | 2-2       | Atlético   | Roldán, Martínez | Lencina, Aredes |
| 2 de octubre de 2005  | Argentino A 2005/06         | Primera Fase | 7.ª   | San Martín | San Martín | 2-0       | Atlético   | Villalba, Vera   |                 |
| 26 de febrero de 2006 | Argentino A 2005/06         | Tercera Fase | 7.ª   | Atlético   | Atlético   | 0-0       | San Martín |                  |                 |

| Victorias de Atlético   | 0 |
| Empates                 | 3 |
| Victorias de San Martín | 1 |
| Total                   | 4 |

### Todos los resultados de clásicos tucumanos oficiales a nivel nacional
| Fecha                    | Competencia                | Rueda                    | Fecha                    | Estadio    | Local      | Resultado | Visitante  | Goles (L)                                                                                          | Goles (V)                                                                     |
| ------------------------ | -------------------------- | ------------------------ | ------------------------ | ---------- | ---------- | --------- | ---------- | -------------------------------------------------------------------------------------------------- | ----------------------------------------------------------------------------- |
| 25 de noviembre de 1973  | Nacional 1973              | Única                    | 12.ª                     | Atlético   | Atlético   | 4-3       | San Martín | René Alberto Alderete (32') Juan César Silva (61') Alberto Rubén González (63) Víctor Arroyo (71') | Enrique Alberto Sosa (28') Moisés Herrera (37') Antonio del Carmen Luna (89') |
| 8 de septiembre de 1974  | Nacional 1974              | 1.ª                      | 8.ª                      | San Martín | San Martín | 0-0       | Atlético   | |                                                                               |
| 18 de noviembre de 1974  | Nacional 1974              | 2.ª                      | 8.ª                      | Atlético   | Atlético   | 1-1       | San Martín | Miguel Ángel Argüello (62')                                                                        | Daniel Horacio Marangoni (74')                                                |
| 21 de septiembre de 1975 | Nacional 1975              | 1.ª                      | 1.ª                      | San Martín | San Martín | 0-0       | Atlético   | |                                                                               |
| 26 de octubre de 1975    | Nacional 1975              | 2.ª                      | 1.ª                      | Atlético   | Atlético   | 3-2       | San Martín | Victoriano Dominé (23') René Alberto Alderete (35') Víctor Hugo Palomba (60')                      | José Miguel Sánchez (29') Carlos Rodolfo Pachecho (85')                       |
| 26 de septiembre de 1976 | Nacional 1976              | 1.ª                      | 3.ª                      | San Martín | San Martín | 0-2       | Atlético   | | Hugo Ernesto Zavagno (12') Enrique Alberto Sosa (90')                         |
| 14 de noviembre de 1976  | Nacional 1976              | 2.ª                      | 3.ª                      | Atlético   | Atlético   | 1-0       | San Martín | Hugo Ernesto Zavagno (50')                                                                         |                                                                               |
| 14 de octubre de 1979    | Nacional 1979              | 1.ª                      | 7.ª                      | Atlético   | Atlético   | 1-2       | San Martín | Jesús Roberto Medina (59')                                                                         | Benito Emilio Valencia (12') Néstor Eduardo Bernabeu (26')                    |
| 2 de diciembre de 1979   | Nacional 1979              | 2.ª                      | 7.ª                      | San Martín | San Martín | 2-2       | Atlético   | Alberto Hugo Urquiza (28') Enrique Roberto Nieto (85')                                             | Juan Francisco Castro (57') Héctor Nicolás Gómez (86')                        |
| 14 de septiembre de 1981 | Nacional 1981              | 1.ª                      | 1.ª                      | Atlético   | Atlético   | 1-0       | San Martín | Victorio Germán Larrosa (77')                                                                      |                                                                               |
| 18 de octubre de 1981    | Nacional 1981              | 2.ª                      | 1.ª                      | San Martín | San Martín | 2-0       | Atlético   | Roque Martínez (14') Eusebio Roldán (28')                                                          |                                                                               |
| 29 de octubre de 1989    | Nacional B 1989-90         | 1.ª                      | 12.ª                     | Atlético   | Atlético   | 2-1       | San Martín | Corbalán, Jiménez                                                                                  | Cabrera                                                                       |
| 25 de marzo de 1990      | Nacional B 1989-90         | 2.ª                      | 12.ª                     | San Martín | San Martín | 1-0       | Atlético   | Zacharski                                                                                          |                                                                               |
| 19 de agosto de 1990     | Nacional B 1990-91         | 1.ª                      | 3.ª                      | San Martín | San Martín | 0-0       | Atlético   | |                                                                               |
| 3 de febrero de 1991     | Nacional B 1990-91         | 2.ª                      | 3.ª                      | Atlético   | Atlético   | 1-1       | San Martín | Pacheco                                                                                            | Wensel                                                                        |
| 27 de octubre de 1991    | Nacional B 1991-92         | 1.ª                      | 12.ª                     | San Martín | San Martín | 2-1       | Atlético   | Doroni (x2)                                                                                        | Campos                                                                        |
| 29 de marzo de 1992      | Nacional B 1991-92         | 2.ª                      | 12.ª                     | Atlético   | Atlético   | 0-0       | San Martín | |                                                                               |
| 21 de junio de 1992      | Nacional B 1991-92         | Cuartos de final         | Cuartos de final         | Atlético   | Atlético   | 1-1       | San Martín | Rodríguez                                                                                          | Daza                                                                          |
| 28 de junio de 1992      | Nacional B 1991-92         | Cuartos de final         | Cuartos de final         | San Martín | San Martín | 0-0       | Atlético   | |                                                                               |
| 2 de octubre de 1993     | Nacional B 1993-94         | 1.ª                      | 7.ª                      | San Martín | San Martín | 2-0       | Atlético   | Solbes, Zelaya                                                                                     |                                                                               |
| 20 de marzo de 1994      | Nacional B 1993-94         | 2.ª                      | 7.ª                      | Atlético   | Atlético   | 1-1       | San Martín | Gareca                                                                                             | Ortega                                                                        |
| 3 de julio de 1994       | Nacional B 1993-94         | Cuartos de final         | Cuartos de final         | Atlético   | Atlético   | 2-2       | San Martín | Pacheco, Hernández                                                                                 | González, Zelaya                                                              |
| 10 de julio de 1994      | Nacional B 1993-94         | Cuartos de final         | Cuartos de final         | San Martín | San Martín | 1-1       | Atlético   | Jerez                                                                                              | Gareca                                                                        |
| 5 de noviembre de 1994   | Nacional B 1994-95         | 1.ª                      | 12.ª                     | San Martín | San Martín | 0-0       | Atlético   | |                                                                               |
| 16 de abril de 1995      | Nacional B 1994-95         | 2.ª                      | 12.ª                     | Atlético   | Atlético   | 1-1       | San Martín | Sosa                                                                                               | Carnevali                                                                     |
| 2 de noviembre de 1995   | Nacional B 1995-96         | 1.ª                      | 14.ª                     | Atlético   | Atlético   | 1-1       | San Martín | Acuña                                                                                              | Ramos                                                                         |
| 6 de abril de 1996       | Nacional B 1995-96         | 2.ª                      | 14.ª                     | San Martín | San Martín | 0-0       | Atlético   | |                                                                               |
| 29 de septiembre de 1996 | Primera B Nacional 1996-97 | 1.ª                      | 6.ª                      | Atlético   | Atlético   | 2-0       | San Martín | Kenig, Merlo                                                                                       |                                                                               |
| 17 de noviembre de 1996  | Primera B Nacional 1996-97 | 2.ª                      | 6.ª                      | San Martín | San Martín | 2-0       | Atlético   | Bermegui, Amaya                                                                                    |                                                                               |
| 16 de febrero de 1997    | Primera B Nacional 1996-97 | Zona Permanencia         | 3.ª                      | Atlético   | Atlético   | 1-4       | San Martín | Dillon                                                                                             | Vaquel, Bermegui, Solbes, García                                              |
| 20 de abril de 1997      | Primera B Nacional 1996-97 | Zona Permanencia         | 12.ª                     | San Martín | San Martín | 2-0       | Atlético   | Vaquel, Bermegui                                                                                   |                                                                               |
| 14 de septiembre de 1997 | Primera B Nacional 1997-98 | 1.ª                      | 4.ª                      | Atlético   | Atlético   | 0-1       | San Martín | | Sciaqua                                                                       |
| 7 de diciembre de 1997   | Primera B Nacional 1997-98 | 2.ª                      | 4.ª                      | San Martín | San Martín | 1-0       | Atlético   | Pereyra                                                                                            |                                                                               |
| 28 de noviembre de 1998  | Primera B Nacional 1998-99 | 1.ª                      | 15.ª                     | Atlético   | Atlético   | 3-1       | San Martín | Bustos, Czornomaz, Aredes                                                                          | Di Risio                                                                      |
| 23 de mayo de 1999       | Primera B Nacional 1998-99 | 2.ª                      | 15.ª                     | San Martín | San Martín | 0-0       | Atlético   | |                                                                               |
| 19 de septiembre de 1999 | Primera B Nacional 1999-00 | 1.ª                      | 4.ª                      | San Martín | San Martín | 2-3       | Atlético   | García, Pereyra                                                                                    | Amato (x2), Saavedra                                                          |
| 5 de marzo de 2000       | Primera B Nacional 1999-00 | 2.ª                      | 4.ª                      | Atlético   | Atlético   | 0-1       | San Martín | | Juárez                                                                        |
| 19 de septiembre de 2000 | Primera B Nacional 2000-01 | 1.ª                      | 5.ª                      | San Martín | San Martín | 0-0       | Atlético   | |                                                                               |
| 4 de febrero de 2001     | Primera B Nacional 2000-01 | 2.ª                      | 5.ª                      | Atlético   | Atlético   | 2-1       | San Martín | Rami, Beltrán                                                                                      | Ruiz                                                                          |
| 6 de noviembre de 2010   | Primera B Nacional 2010-11 | 1.ª                      | 13.ª                     | San Martín | San Martín | 1-1       | Atlético   | Fernández                                                                                          | Chávez                                                                        |
| 8 de mayo de 2011        | Primera B Nacional 2010-11 | 2.ª                      | 13.ª                     | Atlético   | Atlético   | 1-0       | San Martín | Stang                                                                                              |                                                                               |
| 6 de marzo de 2013       | Copa Argentina 2012-13     | Treintaidosavos de final | Treintaidosavos de final | Atlético   | Atlético   | 3-1       | San Martín | Pereyra, More, Bustamante                                                                          | Ibáñez                                                                        |
| 1 de diciembre de 2018   | Superliga 2018-19          | Única                    | 14.ª                     | Atlético   | Atlético   | 2-3       | San Martín | Luis Miguel Rodríguez (p. 10') David Barbona (47')                                                 | Luciano Pons (49') Lucas Acevedo (73') Tino Costa (75')                       |

| Victorias de Atlético   | 12 |
| Empates                 | 19 |
| Victorias de San Martín | 12 |
| Total                   | 43 |

### Resultados de clásicos tucumanos amistosos
| Fecha                    | Competencia                                         | Estadio                   | Local      | Resultado    | Visitante  | Goles (L)                      | Goles (V)           |
| ------------------------ | --------------------------------------------------- | ------------------------- | ---------- | ------------ | ---------- | ------------------------------ | ------------------- |
| 12 de mayo de 1912       | Amistoso                                            | Gimnasio Escolar          | Atlético   | 2-1          | San Martín |                                |                     |
| 23 de agosto de 1914     | Amistoso                                            | Gimnasio 24 de septiembre | Atlético   | 3-1          | San Martín |                                |                     |
| 23 de septiembre de 1914 | Amistoso                                            | Gimnasio 24 de septiembre | Atlético   | 1-0          | San Martín |                                |                     |
| 11 de abril de 1915      | Amistoso                                            | Gimnasio 24 de septiembre | Atlético   | 2-0          | San Martín |                                |                     |
| 20 de mayo de 1917       | Copa Leandro Niceforo Alem 1917                     | Gimnasio 24 de septiembre | Atlético   | 0-0          | San Martín |                                |                     |
| 9 de julio de 1919       | Amistoso                                            | Gimnasio 24 de septiembre | San Martín | 2-1          | Atlético   |                                |                     |
| 17 de junio de 1921      | Amistoso                                            | Gimnasio 24 de septiembre | Atlético   | 1-1          | San Martín |                                |                     |
| 15 de mayo de 1927       | Amistoso                                            | Atlético                  | Atlético   | 2-1          | San Martín |                                |                     |
| 24 de junio de 1928      | Amistoso                                            | San Martín                | San Martín | 0-1          | Atlético   |                                |                     |
| 23 de junio de 1929      | Amistoso                                            | Atlético                  | Atlético   | 5-3          | San Martín |                                |                     |
| 13 de marzo de 1932      | Amistoso                                            | Atlético                  | Atlético   | 4-1          | San Martín |                                |                     |
| 26 de junio de 1933      | Amistoso                                            | Atlético                  | Atlético   | 3-1          | San Martín |                                |                     |
| 8 de abril de 1934       | Copa Leandro Niceforo Alem 1934                     | San Martín                | San Martín | 3-3          | Atlético   |                                |                     |
| 1 de mayo de 1934        | Amistoso                                            | Atlético                  | Atlético   | 5-2          | San Martín |                                |                     |
| 6 de octubre de 1935     | Copa Leandro Niceforo Alem 1935                     | Bomberos F.C.             | Atlético   | 4-2          | San Martín |                                |                     |
| 22 de marzo de 1936      | Copa Leandro Niceforo Alem 1936                     | San Martín                | San Martín | 2-7          | Atlético   |                                |                     |
| 26 de marzo de 1937      | Copa Leandro Niceforo Alem 1937                     | Bomberos F.C.             | San Martín | 2-0          | Atlético   |                                |                     |
| 20 de marzo de 1938      | Copa Leandro Niceforo Alem 1938                     | San Martín                | San Martín | 3-1          | Atlético   |                                |                     |
| 6 de abril de 1939       | Copa Leandro Niceforo Alem 1939                     | Atlético                  | Atlético   | 1-1          | San Martín |                                |                     |
| 25 de mayo de 1940       | Copa Leandro Niceforo Alem 1940                     | All Boys                  | Atlético   | 5-3          | San Martín |                                |                     |
| 22 de marzo de 1942      | Copa Leandro Niceforo Alem 1942                     | Atlético                  | Atlético   | 2-3          | San Martín |                                |                     |
| 22 de abril de 1943      | Copa Leandro Niceforo Alem 1943                     | All Boys                  | San Martin | 2-1          | Atlético   |                                |                     |
| 13 de junio de 1943      | Amistoso                                            | All Boys                  | San Martin | 3-2          | Atlético   |                                |                     |
| 6 de abril de 1944       | Copa Leandro Niceforo Alem 1944                     | San Martín                | San Martín | 1-2          | Atlético'  |                                |                     |
| 10 de mayo de 1945       | Copa Leandro Niceforo Alem 1945                     | Argentinos del Norte      | San Martin | 1-0          | Atlético   |                                |                     |
| 7 de abril de 1946       | Copa Leandro Niceforo Alem 1946                     | Atlético                  | Atlético   | 2-4          | San Martin |                                |                     |
| 21 de marzo de 1948      | Copa Leandro Niceforo Alem 1948                     | San Martín                | San Martin | 4-1          | Atlético   |                                |                     |
| 22 de mayo de 1952       | Amistoso                                            | Atlético                  | Atlético   | 0-3          | San Martin |                                |                     |
| 22 de noviembre de 1952  | Copa Leandro Niceforo Alem 1952                     | Atlético                  | Atlético   | 3-4          | San Martin |                                |                     |
| 29 de marzo de 1953      | Amistoso                                            | Atlético                  | Atlético   | 3-7          | San Martin |                                |                     |
| 24 de marzo de 1954      | Trofeo Gobernador de la Provincia                   | Atlético                  | Atlético   | 3-7          | San Martin |                                |                     |
| 24 de julio de 1954      | Amistoso                                            | Atlético                  | Atlético   | 1-2          | San Martin |                                |                     |
| 9 de abril de 1955       | Amistoso                                            | Argentinos del Norte      | Atlético   | 6-5          | San Martín |                                |                     |
| 13 de diciembre de 1957  | Copa Leandro Niceforo Alem 1957                     | Atlético                  | Atlético   | 2-3          | San Martin |                                |                     |
| 1 de junio de 1958       | Torneo Cuadrangular                                 | All Boys                  | San Martín | 2-3          | Atlético   |                                |                     |
| 23 de diciembre de 1960  | Copa Leandro Niceforo Alem 1960                     | Atlético                  | Atlético   | 0-1          | San Martin |                                |                     |
| 12 de marzo de 1967      | Copa Leandro Niceforo Alem 1967                     | Atlético                  | San Martin | 1-0          | Atlético   |                                |                     |
| 26 de enero de 1968      | Copa Kings                                          | San Martín                | San Martín | 3-1          | Atlético   |                                |                     |
| 2 de febrero de 1968     | Copa Kings                                          | Atlético                  | Atlético   | 3-2          | San Martín |                                |                     |
| 24 de marzo de 1968      | Copa Leandro Niceforo Alem 1968                     | Atlético                  | San Martin | 0-0          | Atlético   |                                |                     |
| 20 de febrero de 1969    | Copa Kings                                          | Atlético                  | Atlético   | 0-1          | San Martín |                                |                     |
| 23 de febrero de 1969    | Copa Kings                                          | San Martín                | San Martín | 2-1          | Atlético   |                                |                     |
| 20 de marzo de 1970      | Copa Kings                                          | Atlético                  | Atlético   | 1-2          | San Martín |                                |                     |
| 22 de marzo de 1970      | Copa Kings                                          | San Martín                | San Martín | 0-0          | Atlético   |                                |                     |
| 11 de julio de 1971      | Torneo Internacional Sol y Turismo                  | Atlético                  | Atlético   | 1-0          | San Martin | Santillán                      |                     |
| 24 de noviembre de 1971  | Copa Leandro Niceforo Alem 1971                     | Atlético                  | Atlético   | 2-0          | San Martin |                                |                     |
| 16 de abril de 1974      | Cuadrangular Jardín de la República                 | Atlético                  | San Martín | 1-1          | Atlético   |                                |                     |
| 10 de noviembre de 1977  | Copa 75.° Aniversario Atlético Tucumán              | Atlético                  | Atlético   | 1-3          | San Martín |                                |                     |
| 25 de mayo de 1979       | Cuadrangular Internacional Mes de la Patria         | San Martín                | San Martín | 0-0 (p. 4-5) | Atlético   |                                |                     |
| 9 de julio de 1986       | Copa Leandro Niceforo Alem 1986                     | San Martín                | San Martín | 3-2          | Atlético   |                                |                     |
| 15 de septiembre de 2001 | Copa Desafío 2001                                   | San Martín                | San Martín | 0-0          | Atlético   |                                |                     |
| 5 de febrero de 2003     | Copa Ciudad Histórica de Tucumán 2003               | Atlético                  | Atlético   | 3-0          | San Martín | Biazotti, Sillero, Bravo       |                     |
| 29 de julio de 2007      | Copa Pálpitos Deportivos 2007                       | San Martín                | San Martín | 0-0          | Atlético   |                                |                     |
| 5 de agosto de 2007      | Copa Pálpitos Deportivos 2007                       | Atlético                  | Atlético   | 2-0          | San Martín | Martos, Sarría                 |                     |
| 7 de enero de 2012       | Copa 100 años de La Gaceta 2012                     | San Martín                | San Martín | 0-0          | Atlético   |                                |                     |
| 22 de enero de 2012      | Copa 100 años de La Gaceta 2012                     | Atlético                  | Atlético   | 3-0          | San Martín | Montiglio, Fondacaro, Palacios |                     |
| 29 de julio de 2012      | Copa Bicentenario de la Batalla de Tucumán 2012     | San Martín                | San Martín | 1-0          | Atlético   | Molina                         |                     |
| 5 de agosto de 2012      | Copa Bicentenario de la Batalla de Tucumán 2012     | Atlético                  | Atlético   | 1-1          | San Martín | Barone                         | Goicoechea          |
| 21 de julio de 2013      | Copa Pálpitos 24 2013                               | San Martín                | San Martín | 1-0          | Atlético   | Becica                         |                     |
| 28 de julio de 2013      | Copa Pálpitos 24 2013                               | Atlético                  | Atlético   | 2-0          | San Martín | Lenci, Malagueño               |                     |
| 19 de enero de 2014      | Copa La Gaceta 2014                                 | Atlético                  | Atlético   | 3-1          | San Martín | Piriz, Romat, Acosta           | Serrano             |
| 26 de enero de 2014      | Copa La Gaceta 2014                                 | San Martín                | San Martín | 2-2          | Atlético   | Cáceres, Becica                | Carabajal, Longo    |
| 20 de julio de 2014      | Copa Pálpitos 24 2014                               | San Martín                | San Martín | 0-1          | Atlético   |                                | García              |
| 27 de julio de 2014      | Copa Pálpitos 24 2014                               | Atlético                  | Atlético   | 2-1          | San Martín | Jara, Menéndez                 | Lenci               |
| 1 de febrero de 2015     | Copa Pálpitos 24 2015                               | Atlético                  | Atlético   | 1-0          | San Martín | Mieres                         |                     |
| 8 de febrero de 2015     | Copa Pálpitos 24 2015                               | San Martín                | San Martín | 1-2          | Atlético   | Ibarra                         | Rodríguez, Menéndez |
| 24 de enero de 2016      | Copa Bicentenario de la Independencia 2016          | San Martín                | San Martín | 2-1          | Atlético   | Viturro, Lentini               | Rodríguez           |
| 31 de enero de 2016      | Copa Bicentenario de la Independencia 2016          | Atlético                  | Atlético   | 0-0          | San Martín |                                |                     |
| 3 de agosto de 2016      | Copa Revancha Bicentenario de la Independencia 2016 | Atlético                  | Atlético   | 0-3          | San Martín |                                | Lentini (x2), Bucci |
| 7 de agosto de 2016      | Copa Revancha Bicentenario de la Independencia 2016 | San Martín                | San Martín | 1-0          | Atlético   | Rodríguez                      |                     |
| 18 de julio de 2018      | Copa Honorable Legislatura de Tucumán 2018          | Atlético                  | Atlético   | 1-1          | San Martín | Leyes                          | Bieler              |
| 29 de julio de 2018      | Copa Honorable Legislatura de Tucumán 2018          | San Martín                | Atlético   | 1-2          | San Martín | Aliendro                       | Costa, Espíndola    |

| Victorias de Atlético   | 40 |
| Empates                 | 21 |
| Victorias de San Martín | 34 |
| Total                   | 95 |

## Goleadores
| Jugador               | Equipo           | Goles |
| --------------------- | ---------------- | ----- |
| Santiago Michal       | Atlético Tucumán | 30    |
| Lucio Acosta          | San Martín       | 21    |
| Roberto Juárez        | San Martín       | 18    |
| Leónidas van Gelderen | Atlético Tucumán | 15    |
| Donato Penella        | Atlético Tucumán | 13    |
| Juan Carlos Carol     | San Martín       | 12    |
| Lirio Díaz            | San Martín       | 11    |
| Federico Alkemeier    | San Martín       | 10    |
| Luis Carlos Reartez   | Atlético Tucumán | 9     |
| Héctor Lucca          | Atlético Tucumán | 9     |